# Everything Has Changed
Everything Has Changed is een nummer van de Amerikaanse zangeres Taylor Swift uit 2013, in duet met de Britse singer-songwriter Ed Sheeran. Het is de zesde single van Swifts vierde studioalbum Red.
Volgens Swift en Sheeran gaat het nummer over "je geliefde beter willen leren kennen". Het nummer haalde een bescheiden 32e positie in de Amerikaanse Billboard Hot 100. In het Verenigd Koninkrijk werd het een hit met een 7e positie. In Nederland moest het nummer het met een 5e positie in de Tipparade doen, terwijl in Vlaanderen de 8e positie in de Tipparade gehaald werd.

## NPO Radio 2 Top 2000
| Nummer met noteringen in de NPO Radio 2 Top 2000 | '14  | '15  |
| ------------------------------------------------ | ---- | ---- |
| Everything Has Changed                           | 1601 | 1556 |

1. ↑  Een vetgedrukt getal geeft de hoogste notering aan.
2. ↑  2014 was het eerste jaar met een notering voor dit nummer.
3. ↑  Deze tabel is bijgewerkt tot en met de laatste editie (2024).